# Etiopía en los Juegos Olímpicos de Barcelona 1992
Etiopía estuvo representada en los Juegos Olímpicos de Barcelona 1992 por un total de 20 deportistas que compitieron en 2 deportes.  

## Medallistas
El equipo olímpico etíope obtuvo las siguientes medallas:
| Nombre       | Deporte   | Competición |
| ------------ | --------- | ----------- |
| Oro          |           |             |
| Derartu Tulu | Atletismo | 10 000 m F  |
| Plata        |           |             |
| —            |           |             |
| Bronce       |           |             |
| Fita Bayisa  | Atletismo | 5000 m M    |
| Addis Abebe  | Atletismo | 10 000 m M  |